# Demokratische Fraueninitiative
Die Demokratische Fraueninitiative (DFI) war eine feministische Organisation in der Bundesrepublik Deutschland.

## Geschichte
Die DFI wurde Mitte der 1970er Jahre von Alma Kettig, Ingeborg Küster und Elly Steinmann zusammen mit Frauen der neuen Frauenbewegung und mit Gewerkschafterinnen initiiert. Sie ging 1976 aus der ‘’Initiative Internationales Jahr der Frau ‘75’’ hervor. Hauptanliegen waren: „Frieden, Entwicklung und Gleichberechtigung“ (das Motto des UNO-Jahres). Es bildeten sich in zahlreichen Städten Ortsgruppen, die auch die Zusammenarbeit mit Friedensgruppen und anderen sozialen Bewegungen suchten. Die Demokratische Fraueninitiative (DFI) konstituierte sich 1976 „in bewusster Ablehnung der Frauenzentren (..). Wie keine andere Frauengruppe fand sie in der Presse der DKP große Beachtung und uneingeschränkte Zustimmung, umgekehrt unterstütze sie auch alle öffentlichen politischen Aktionen der DKP.“
Seit 1979 gab die DFI jährlich den Kalender Wir Frauen heraus, der in der Frauenbewegung eine große Verbreitung fand.
1980 wurde der DFI-Rundbrief in Wir Frauen umbenannt und erschien ab 1982 zweimonatlich. Thematische Schwerpunkte waren u. a. die Durchsetzung des Rechts auf Arbeit und auf gleiche Entlohnung für Frauen, Berufsverbote, Entwicklung und Frieden, § 218, Lesben, ausländische Frauen in Deutschland, Frauen in anderen Ländern und Kulturen sowie die Initiative „Frauen in die Bundeswehr – wir sagen Nein“.
1989 brachen die Strukturen der DFI zusammen, einzelne Ortsgruppen bestehen bis heute. Die Zeitschrift wird seit Beginn der 1990er Jahre durch „Wir Frauen – Verein zur Förderung von Frauenpublizistik e. V.“ herausgegeben.

## Politische Ausrichtung
Die DFI vertrat einen sozialistisch orientierten Feminismus und betonte soziale Themen.
„Nach dem Verfassungsschutzbericht von 1978 waren über ein Drittel des Leitungsgremiums, des ‚zentralen Arbeitskreises‘ Kommunistinnen. (...) Die politische Ausrichtung der DFI wird im übrigen darin sichtbar, dass einem 1986 neu gebildeten engeren Führungskreis ausschließlich DKP-Mitglieder (...) angehören, die Arbeit der DFI-Bundesgeschäftsstelle in der Hand von zwei DKP-Mitgliedern liegt und die DFI Grußadressen an DKP-Parteitage richtet.“ Bestätigt wird dies von einem ehemaligen Mitglied der DFI:
„Der zentrale Arbeitskreis der DFI mit Sitz in Köln wurde nie gewählt. Bei genauerer Durchsicht der Arbeitsgrundlage der DFI musste ich feststellen, dass eine Wahl auch gar nicht vorgesehen ist. So wird die DFI von diesem Arbeitskreis nach außen vertreten, ohne dass diese Frauen rechenschaftspflichtig sind oder abgewählt werden können.“ Das berichtet die Hamburger Journalistin Astrid Matthiae; sie hatte anderthalb Jahre in der Hamburger DFI mitgearbeitet, bis sie in einem offenen Brief abgedruckt in der Courage 1979 die Gründe für ihren Austritt aufführt: „Frauenpolitik ist wirklich nur ein Aushängeschild. Von den genannten fünf Flugblättern ist eines zur Frauenarbeitslosigkeit, alle anderen handeln (...) von Frieden und Abrüstung. (...) Wenn frau wirklich die Initiative ergriff, zu Themen selbst etwas zu machen, wurde sie abgewürgt.“
Astrid Matthiae weiter: „Das Bündnis mit anderen Frauengruppen wird peinlichst vermieden“: Die Teilnahme an einer Veranstaltung mit dem Thema ‚Gewalt gegen Frauen’ wurde abgelehnt, weil die veranstaltende Frauengruppe  der Jungdemokraten (FDP) feministische Standpunkte verträte. Das Fest zum Frauentag, dem 8. März, an dem alle größeren Frauengruppen Hamburgs teilnahmen, wurde gemieden, ebenso der Frauenblock in der 1.-Mai-Demonstration. „Die DFI hat Berührungsängste gegenüber anderen Frauengruppen (...) wegen ihrer DKP-Nähe. Die DKP mit ihren Abgrenzungsbeschlüssen gegenüber allem und jedem, (...) ist der Grund dafür. Es wird nicht nur jede Zusammenarbeit im Konkreten abgelehnt sondern die Frauenbewegung wird schlicht ignoriert, sowohl von der DKP in ihrer UZ als auch von der DKP in der DFI.“
Der Frauenkalender wir Frauen wurde von der Zentrale der DFI herausgegeben. „Die Frauenbewegung kommt in diesem Kalender nicht vor, oder es wird so getan, als bestände sie einzig und allein aus der DFI und Gruppen der Westdeutschen Frauenfriedensbewegung, dem Demokratischen Frauenbund Deutschlands, der internationalen Demokratischen Frauenföderation.“
„In diesem Kalender wird von einer Pilgerfahrt zum Papst erzählt – unter ihnen die Mitbegründerin des DFI – um ihm Dank zu sagen für seine Enzyklika ‚pacem in terris’. (...) Besucht den Papst, Frauen, und bedankt euch für jahrtausendelangen Krieg der Kirche und der Päpste gegen die Frauen!“ kommentiert Astrid Matthiae.

## Bekannte Mitglieder
- Florence Hervé
- Mechtild Jansen